# DDR-Mannschaftsmeisterschaft im Schach 1960
Bei der DDR-Mannschaftsmeisterschaft im Schach 1960 konnte TSC Oberschöneweide den Titel verteidigen und gewann nach 1959 die DDR-Mannschaftsmeisterschaft zum zweiten Male.
Gespielt wurde ein Rundenturnier, wobei jede Mannschaft gegen jede andere jeweils vier Mannschaftskämpfe an acht Brettern austrug, dem sogenannten Halb-Scheveninger System. Insgesamt waren es 60 Mannschaftskämpfe, also 480 Partien.
Der fünfte und letzte Durchgang der Oberliga fand vom 23. bis 25. September 1960 statt, und zwar mit den drei vierrundigen Begegnungen SC Einheit Dresden gegen SC Chemie Halle, SC Rotation Leipzig gegen TSC Oberschöneweide II und TSC Oberschöneweide I gegen Motor Gotha. Vor Beginn der vier Schlussrunden führte SC Chemie Halle mit 2,5 Punkten vor TSC Oberschöneweide I. 

## DDr-Mannschaftsmeisterschaft 1960

### Kreuztabelle der Oberliga (Rangliste)
|   | Verein                        | 1    | 2    | 3    | 4    | 5    | 6    | Punkte |
| - | ----------------------------- | ---- | ---- | ---- | ---- | ---- | ---- | ------ |
| 1 | TSC Oberschöneweide Berlin I  |      | 15,0 | 20,5 | 17,5 | 23,0 | 20,0 | 96,0   |
| 2 | SC Chemie Halle               | 17,0 |      | 18,5 | 17,0 | 16,5 | 23,5 | 92,5   |
| 3 | SC Rotation Leipzig           | 11,5 | 13,5 |      | 20,5 | 12,5 | 27,0 | 85,0   |
| 4 | SC Einheit Dresden            | 14,5 | 15,0 | 11,5 |      | 18,5 | 21,5 | 81,0   |
| 5 | Motor Gotha                   | 9,0  | 15,5 | 19,5 | 13,5 |      | 20,0 | 77,5   |
| 6 | TSC Oberschöneweide Berlin II | 12,0 | 8,5  | 5,0  | 10,5 | 12,0 |      | 48,0   |

### Die Meistermannschaft
| 1.            | TSC Oberschöneweide I |
| Schachfiguren | Alphabetische Reihenfolge: Fritz Baumbach, Reinhart Fuchs, Werner Golz, Berthold Koch, Hans Platz, Horst Rittner, Franz Stahl, Bodo Starck, Olaf Thal, Klaus Tiemer |

### 1. DDR-Liga
Nach dem Zusammenschluss der beiden Pankower DDR-Ligisten des Vorjahres spielte die 1. DDR-Liga nur mit sieben Mannschaften.
| Platz | Verein                  | Punkte |
| ----- | ----------------------- | ------ |
| 1     | Wissenschaft Potsdam    | 53,0   |
| 2     | SC Chemie Halle II      | 49,0   |
| 3     | Wismut Wilkau-Haßlau    | 49,0   |
| 4     | Einheit Rostock         | 48,0   |
| 5     | Lok Berlin-Pankow       | 46,5   |
| 6     | Wissenschaft Greifswald | 45,5   |
| 7     | Motor Zeiss Jena        | 45,0   |

### 2. DDR-Liga
| Platz | Verein                  | Punkte |
| ----- | ----------------------- | ------ |
| 1     | Dynamo Berlin Mitte     | 64,5   |
| 2     | Aufbau Börde Magdeburg  | 62,5   |
| 3     | Lok Leipzig Mitte       | 61,0   |
| 3     | Motor Abus Dessau       | 61,0   |
| 5     | Lok Waren-Rethwisch     | 57,0   |
| 6     | SG Lauchhammer          | 50,0   |
| 7     | Wissenschaft Karlshorst | 49,0   |
| 8     | Rotation Berlin         | 43,0   |

| Platz | Verein                 | Punkte |
| ----- | ---------------------- | ------ |
| 1     | SC Einheit Dresden II  | 66,5   |
| 2     | Rotation Dresden       | 65,0   |
| 3     | Aufbau Dresden Mitte   | 59,5   |
| 4     | SC Rotation Leipzig II | 58,5   |
| 5     | Motor Görlitz          | 55,5   |
| 6     | Wissenschaft Leipzig   | 55,0   |
| 7     | Motor Gera             | 48,0   |
| 8     | Chemie Leuna           | 40,0   |

### Aufstiegsspiele
In den Aufstiegsspielen der Bezirksmeister ging es zunächst nur um die Teilnahmeberechtigung für das Qualifikationsturnier zur neuen DDR-Liga. 
Aufstiegsrunde
| Platz | Verein                 | Punkte |
| ----- | ---------------------- | ------ |
| 1     | Lok Stralsund          | 17,0   |
| 2     | Einheit Friesen Berlin | 14,0   |
| 3     | Veritas Wittenberge    | 12,5   |
| 4     | Dynamo Neubrandenburg  | 04,5   |

| Platz | Verein                | Punkte |
| ----- | --------------------- | ------ |
| 1     | Chemie Fürstenwalde   | 14,0   |
| 2     | Chemie Magdeburg      | 13,5   |
| 3     | Motor Berolina Berlin | 11,0   |
| 4     | Motor Hennigsdorf     | 09,5   |

| Platz | Verein                    | Punkte |
| ----- | ------------------------- | ------ |
| 1     | Wissenschaft TH Dresden   | 14,5   |
| 2     | Motor Gohlis Nord Leipzig | 12,0   |
| 3     | Chemie Piesteritz         | 11,5   |
| 4     | Aktivist Senftenberg      | 10,0   |

| Platz | Verein            | Punkte |
| ----- | ----------------- | ------ |
| 1     | Aktivist Oelsnitz | 14,0   |
| 2     | Motor Mitte Suhl  | 13,0   |
| 3     | Einheit Saalfeld  | 12,0   |
| 4     | Motor Gotha II    | 09,0   |

Qualifikation zur DDR-Liga
Beteiligt waren je zwei Mannschaften aus den Vorgruppen, der Letzte der 1. DDR-Liga sowie die Vierten und der punktbessere Fünfte aus den Staffeln der 2. DDR-Liga. Schließlich setzten sich in allen Fällen die bisher höherklassigen Mannschaften durch.
| Platz | Verein              | Punkte |
| ----- | ------------------- | ------ |
| 1     | Motor Abus Dessau   | 17,0   |
| 2     | Motor Görlitz       | 12,0   |
| 3     | Chemie Fürstenwalde | 10,5   |
| 4     | Lok Stralsund       | 07,5   |

| Platz | Verein                  | Punkte |
| ----- | ----------------------- | ------ |
| 1     | Motor Zeiss Jena        | 14,0   |
| 2     | SC Rotation Leipzig II  | 14,0   |
| 3     | Aktivist Oelsnitz       | 13,5   |
| 4     | Wissenschaft TH Dresden | 06,5   |

## DDR-Mannschaftsmeisterschaft der Frauen 1960
Die Meisterschaft der Frauen wurde auf eine Vorrunde in vier Staffeln und eine Finalrunde der Gruppensieger umgestellt.
Vorrunde
| Platz | Verein            | Punkte |
| ----- | ----------------- | ------ |
| 1     | Einheit Freiberg  | 13,0   |
| 2     | Motor Dresden-Ost | 10,0   |
| 3     | Lok Dresden       | 10,0   |
| 4     | Lok Cottbus       | 03,0   |

| Platz | Verein                    | Punkte |
| ----- | ------------------------- | ------ |
| 1     | Motor Gohlis Nord Leipzig | 13,0   |
| 2     | Uni Wissenschaft Leipzig  | 12,5   |
| 3     | Aktivist Böhlen           | 08,5   |
| 4     | Lok Werdau                | 02,0   |

| Platz | Verein                 | Punkte |
| ----- | ---------------------- | ------ |
| 1     | Empor Potsdam          | 11,0   |
| 2     | Empor Tangermünde      | 09,5   |
| 3     | TSC Oberschöneweide    | 09,5   |
| 4     | Aufbau Börde Magdeburg | 06,0   |

| Platz | Verein           | Punkte |
| ----- | ---------------- | ------ |
| 1     | SC Chemie Halle  | 14,0   |
| 2     | Empor Erfurt     | 13,0   |
| 3     | Traktor Ebeleben | 07,5   |
| 4     | Motor Zeiss Jena | 01,5   |

Endrunde
| Platz | Verein                    | Punkte |
| ----- | ------------------------- | ------ |
| 1     | SC Chemie Halle           | 11,5   |
| 2     | Empor Potsdam             | 11,0   |
| 3     | Einheit Freiberg          | 07,5   |
| 4     | Motor Gohlis Nord Leipzig | 06,0   |

## Jugendmeisterschaften
| Altersklasse | männlich        | weiblich      |
| ------------ | --------------- | ------------- |
| Jugend       | SC Chemie Halle | Empor Potsdam |